# CrossCountry
CrossCountry ist der Markenname der britischen Eisenbahngesellschaft XC Trains Limited. Sie ist ein Tochterunternehmen von Arriva und betreibt mehrere InterCity-Dienste innerhalb des Vereinigten Königreichs.

## Streckennetz
CrossCountry betreibt sechs Hauptrouten, die über die Cross-Country Route, eine der Hauptstrecken Großbritanniens, vom Südwesten bis in den Nordosten des Landes (CrossCountry = dt. quer durch das Land) reichen und einen gemeinsamen Schnittpunkt in Birmingham haben:
- Route 1 von Plymouth über Birmingham New Street und Leeds nach Edinburgh Waverley
- Route 2 von Reading über Birmingham New Street und Doncaster nach Newcastle
- Route 3 von Bristol Temple Meads über Birmingham New Street nach Manchester Piccadilly
- Route 4 von Bournemouth über Coventry und Birmingham New Street nach Manchester Picadilly
- Route 5 von Cardiff über Birmingham New Street nach Nottingham
- Route 6 von Birmingham New Street über Leicester zum Flughafen London-Stansted

Dieses Kernnetz, das im Stundentakt bedient wird, wird an seinen Endpunkten regelmäßig weitergeführt, beispielsweise von Plymouth bis nach Penzance oder von Edinburgh bis nach Aberdeen.

## Rollmaterial

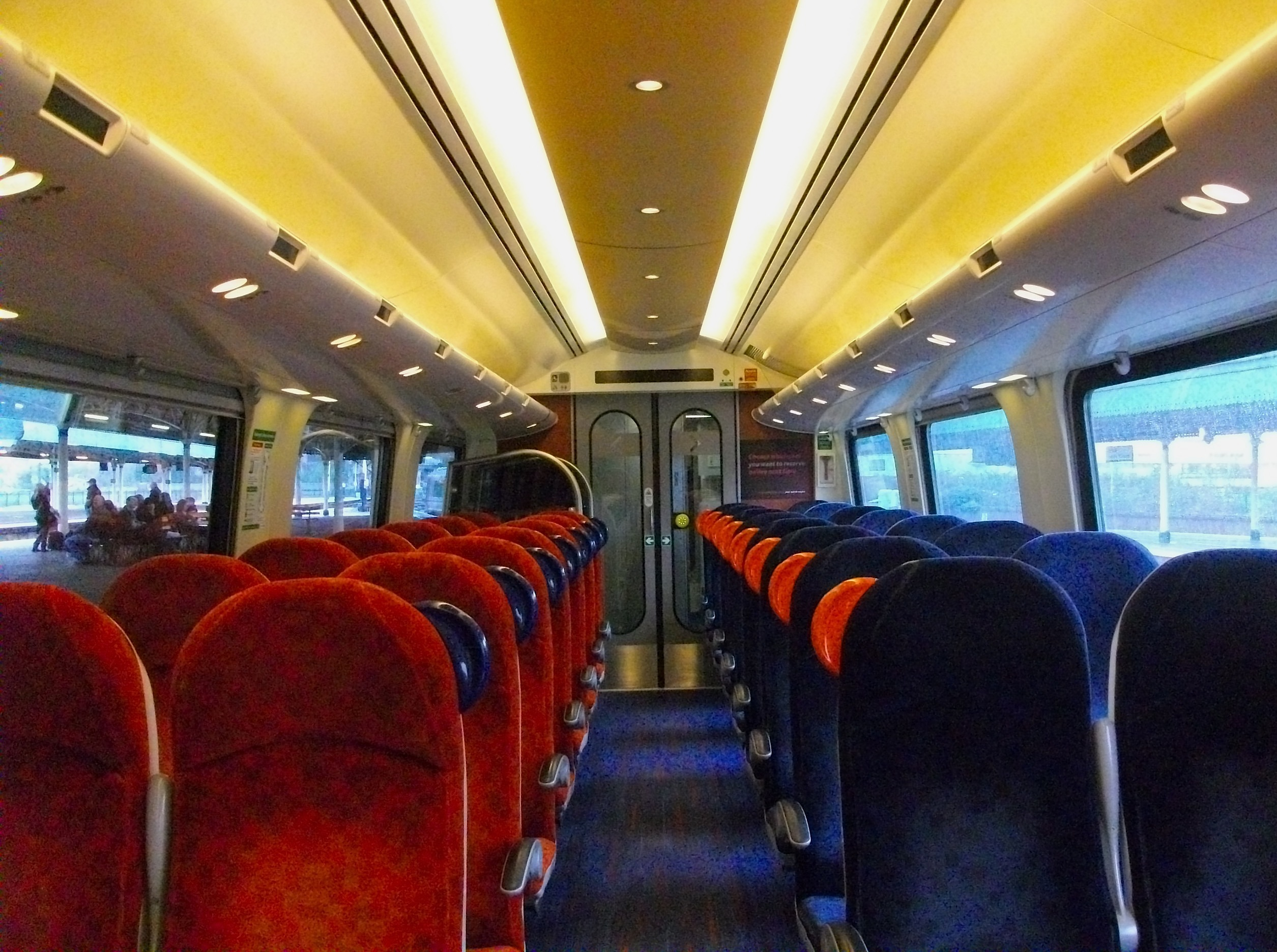
2. Klasse eines CrossCountry-Voyager

CrossCountry betreibt auf ihrem Streckennetz drei Zugtypen, neben mehreren Garnituren des älteren High Speed Train sind dies auch Züge der Klassen 170 (genannt Turbostar) und 220/221 (genannt Voyager).
| Vorhandene Fahrzeuge     |      |                            |          |                 |           |           |
| Baureihe                 | Bild | Typ                        | V/max    | Personen- wagen | Anzahl    | Baujahr   |
| Klasse 43                |      | Diesellokomotive           | 200 km/h |                 | 10        | 1976–1982 |
| Mark 3                   |      | Personenwagen              | 200 km/h | 40              | 1975–1988 |           |
| Mark 3                   |      |                            |          |                 |           |           |
| Klasse 170 Turbostar     |      | Triebwagen (Diesel)        | 160 km/h | 2               | 13        | 1999–2002 |
| Klasse 170 Turbostar     | 3    | Triebwagen (Diesel)        | 160 km/h | 16              |           | 1999–2002 |
| Klasse 170 Turbostar     |      |                            |          |                 |           |           |
| Klasse 220 Voyager       |      | Dieselelektrischer Antrieb | 200 km/h | 4               | 34        | 2000–2001 |
| Klasse 220 Voyager       |      |                            |          |                 |           |           |
| Klasse 221 Super Voyager |      | Dieselelektrischer Antrieb | 200 km/h | 4               | 4         | 2001–2002 |
| Klasse 221 Super Voyager | 5    | Dieselelektrischer Antrieb | 200 km/h | 23              |           | 2001–2002 |
| Klasse 221 Super Voyager |      |                            |          |                 |           |           |